# Inand, Bihor
Inand este un sat în comuna Cefa din județul Bihor, Crișana, România.

## Monument dispărut
Fostul castel Marcovits din satul Inand este înscris pe "Lista monumentelor istorice dispărute", elaborată de Ministerul Culturii și Cultelor în anul 2004 (datare: 1853, cod 05B0153).

## Vezi și
- Biserica Sfinții Arhangheli din Inand

## Imagini

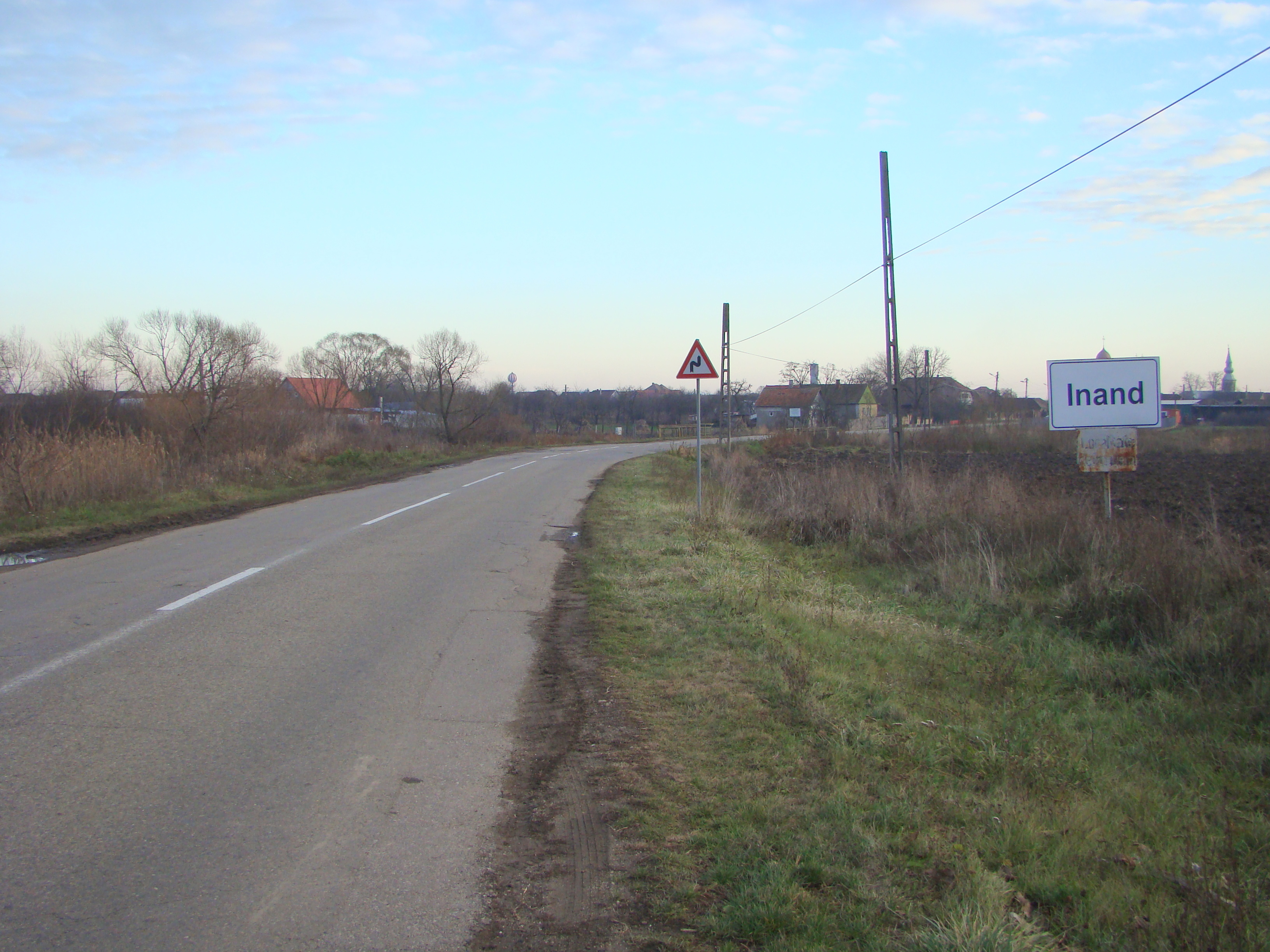
Intrarea în localitate
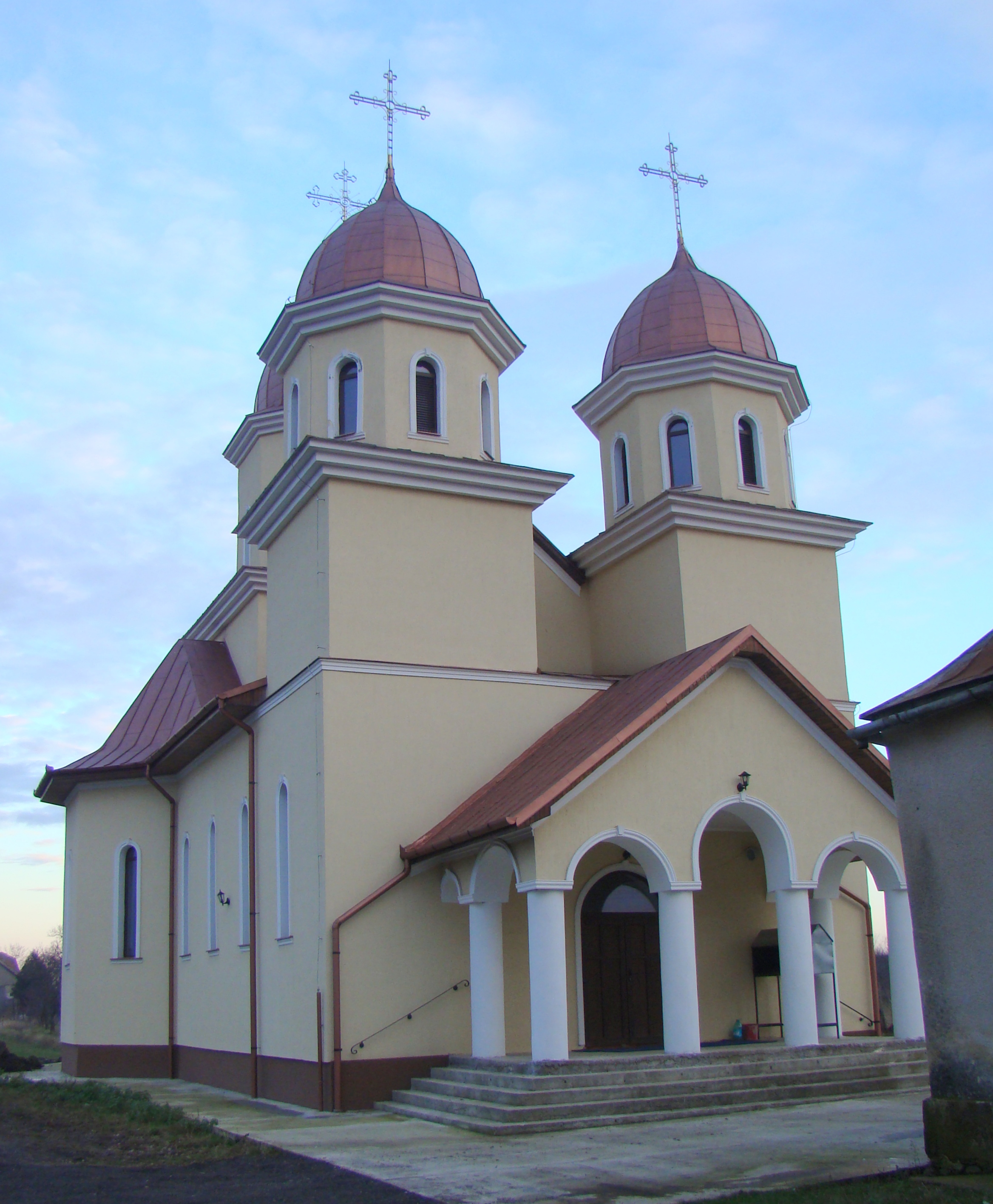
Biserica nouă
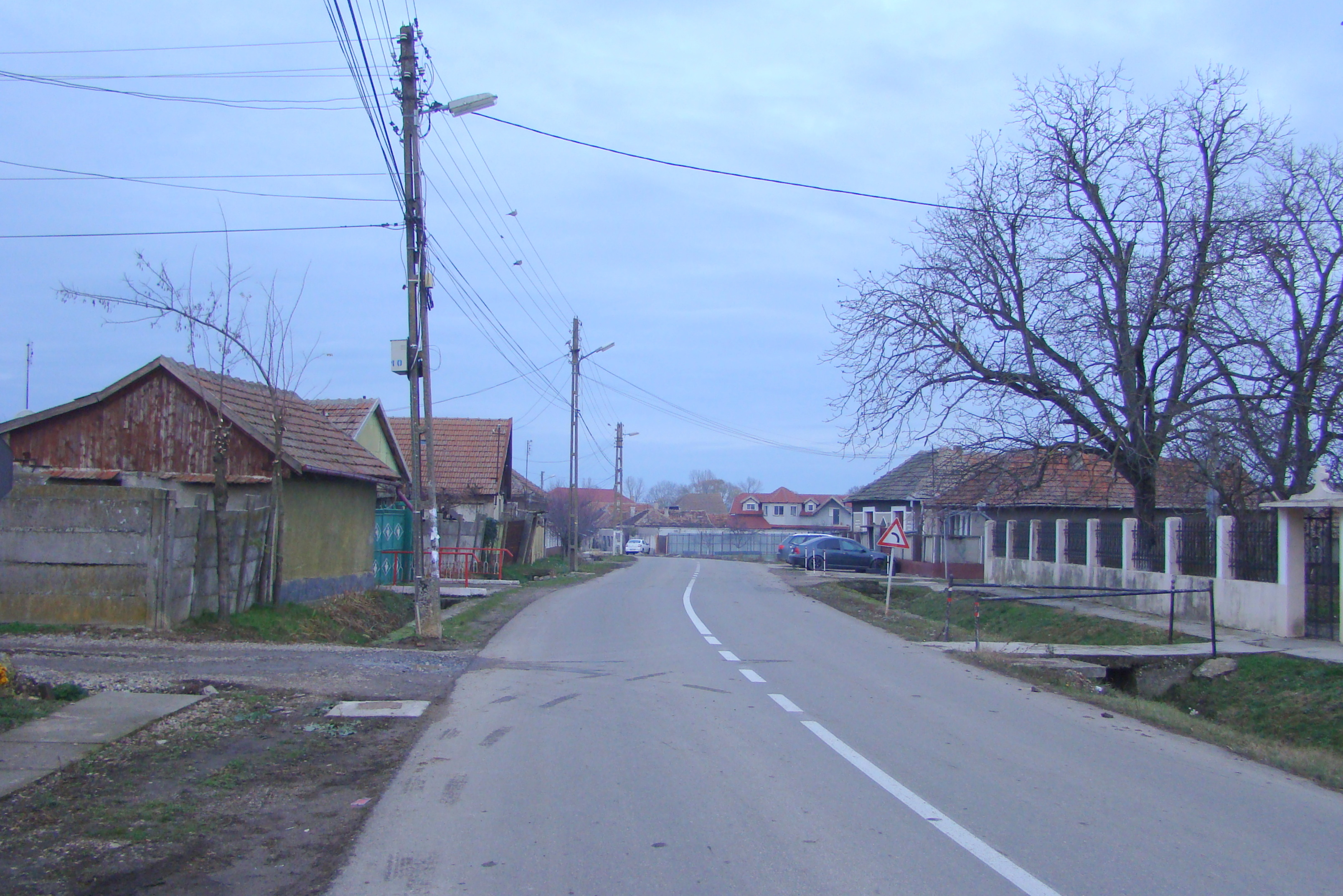
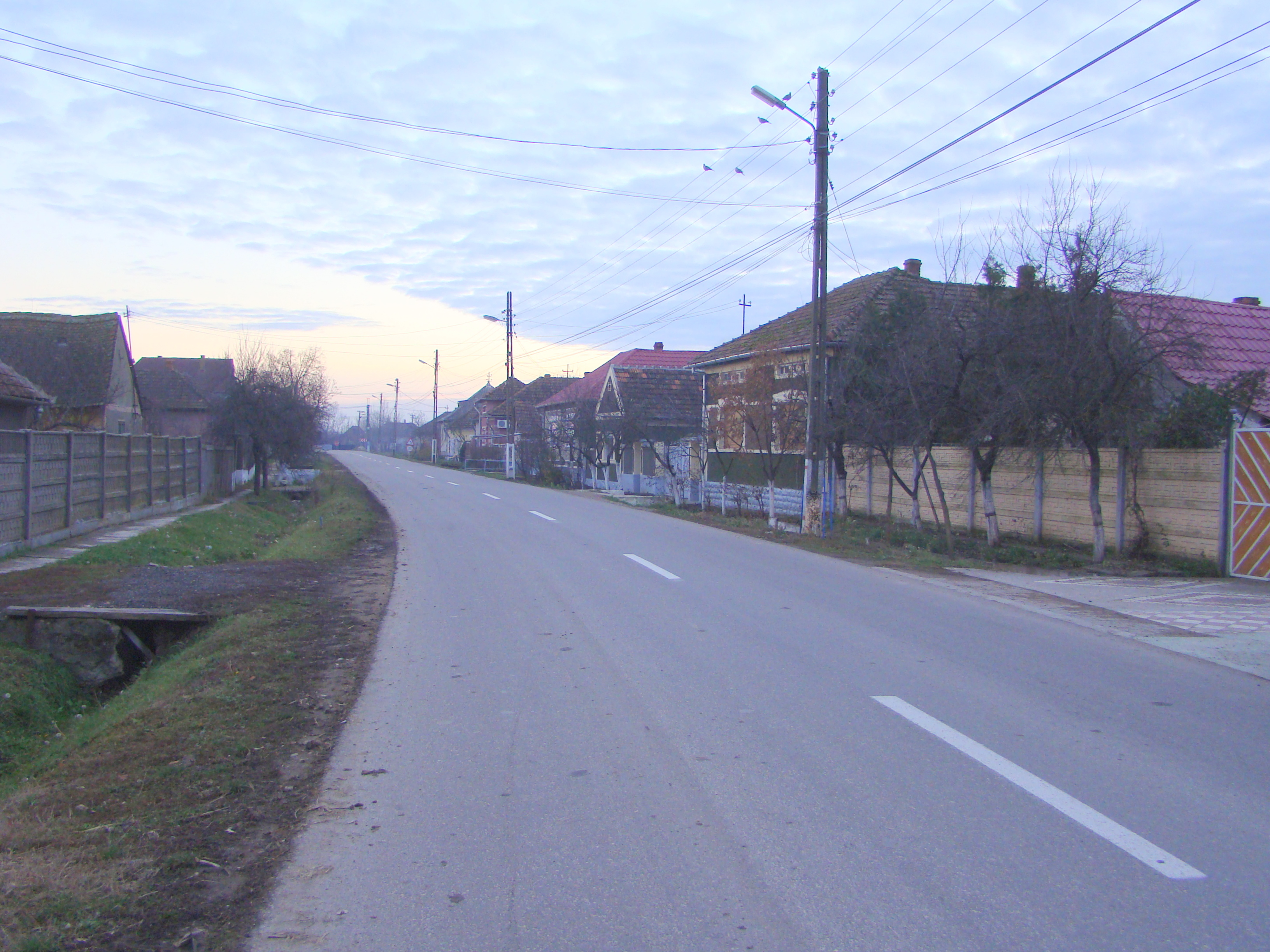
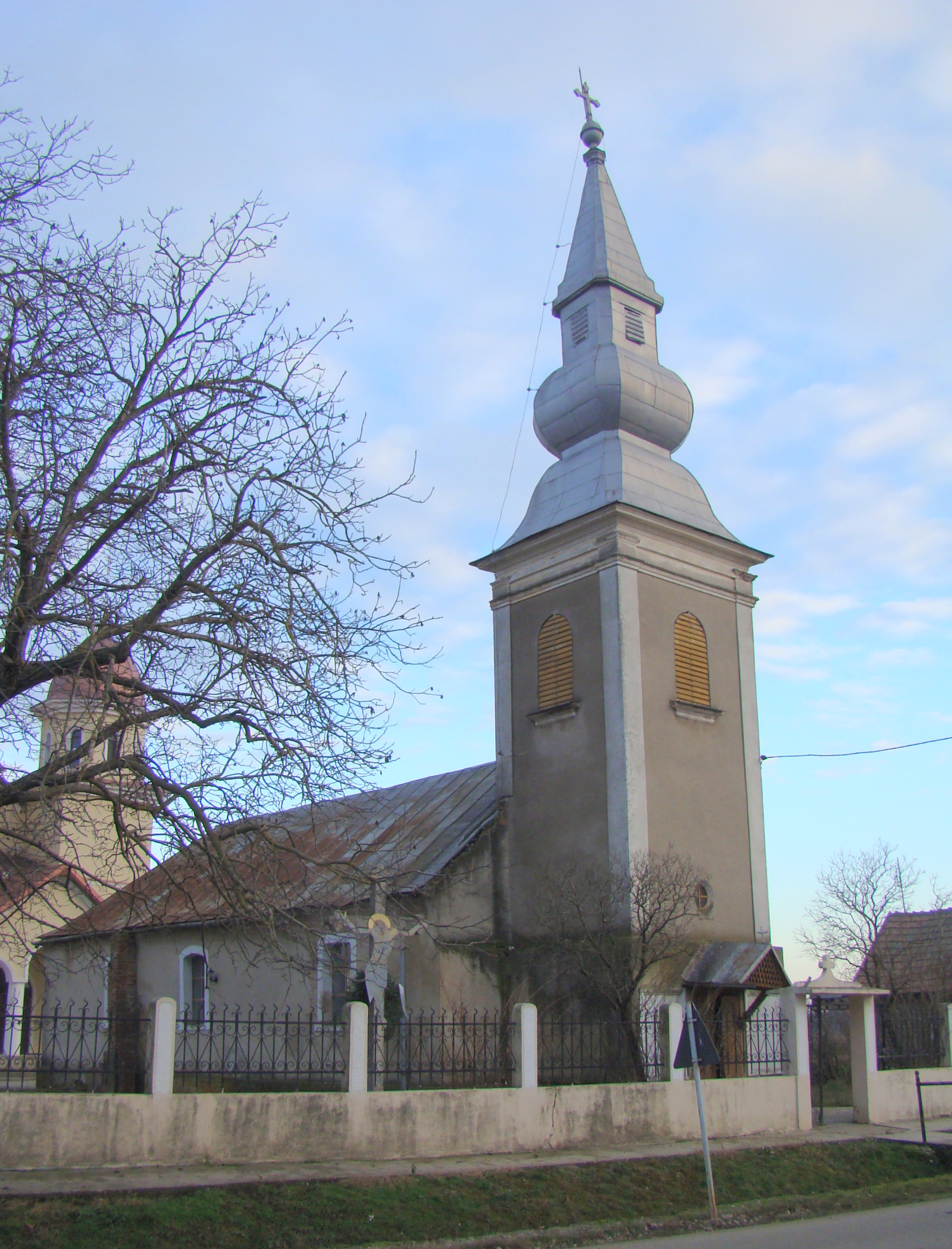
Biserica ortodoxă „Sfinții Arhangheli Mihail și Gavriil” (monument istoric)
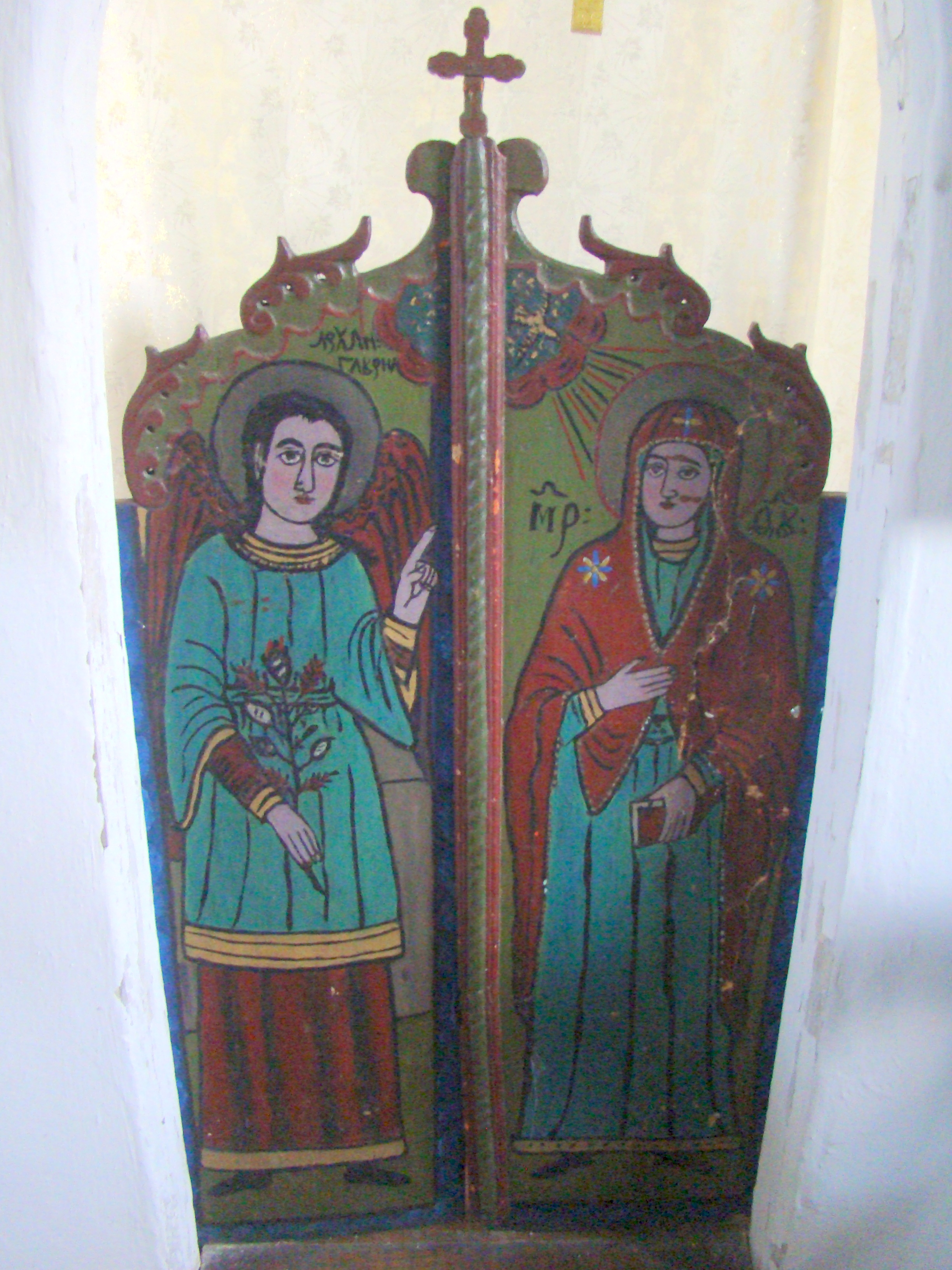
Biserica „Sfinții Arhangheli Mihail și Gavriil”: uşile împărăteşti „Buna Vestire”

 Acest articol despre o localitate din județul Bihor este deocamdată un ciot. Puteți ajuta Wikipedia prin completarea lui.